# Rue Gager-Gabillot
La rue Gager-Gabillot est une voie du 15e arrondissement de Paris, en France.

## Situation et accès
La rue Gager-Gabillot est une voie publique située dans le 15e arrondissement de Paris. Elle débute aux 36-40, rue de la Procession et se termine au 45, rue des Favorites.

## Origine du nom

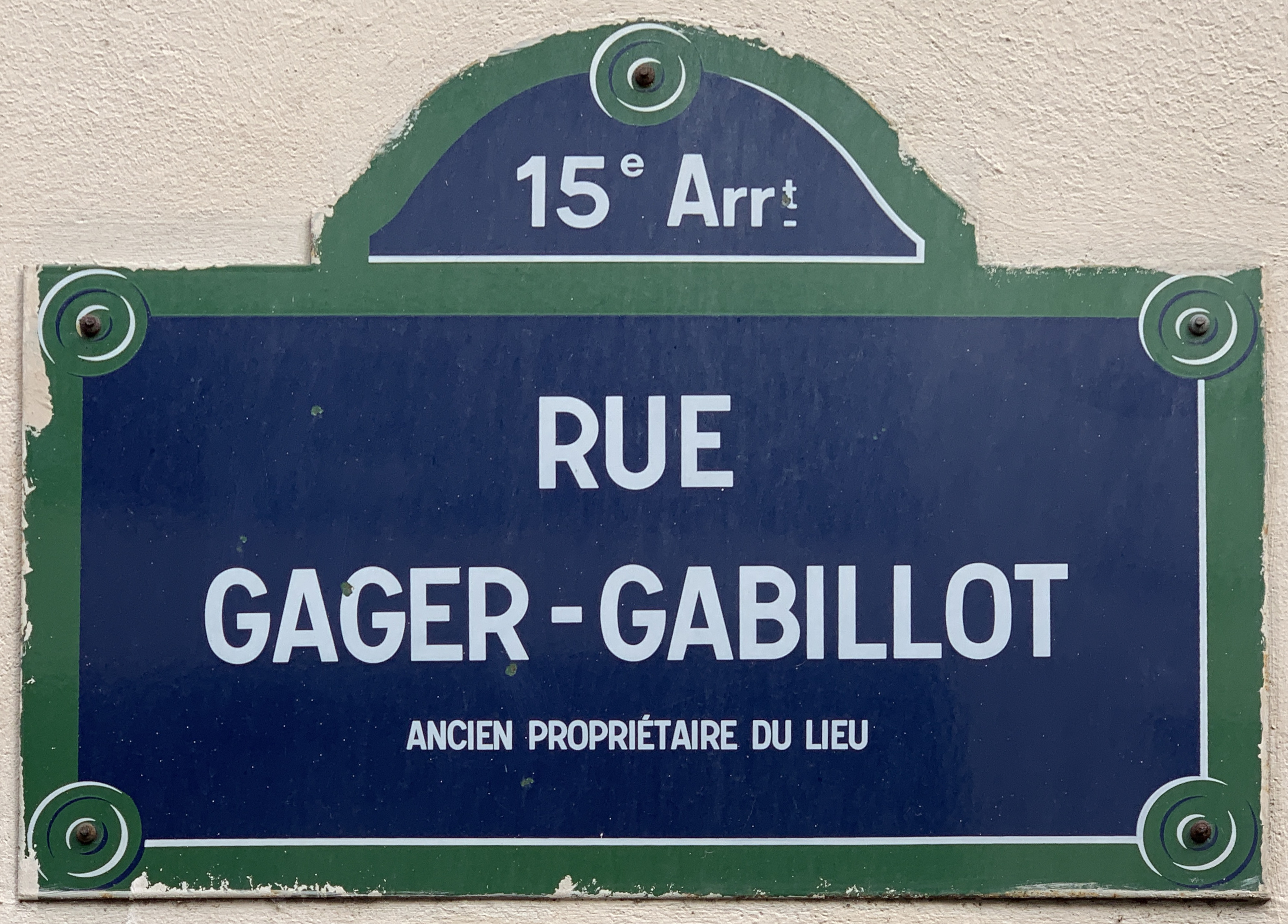
Plaque de la rue.

Cette voie est nommée d'après le nom du propriétaire des terrains sur lesquels la voie a été ouverte.

## Historique
La voie est ouverte et prend sa dénomination actuelle en 1883. 